# Bapé (peuple)
Pour les articles homonymes, voir Bape.
Les Bapé (ou Bape) sont une population de langue bantoue vivant au Cameroun dans la Région du Centre et le département du Mbam-et-Inoubou, dans les arrondissements de Bafia (Diodare) et Kon-Yambetta (Gah-Bape, Ken, Lakpwang). 
Ils sont proches des Bafia.